# Rechtsschein
Der Rechtsschein ist ein Sammelbegriff für äußerlich erkennbare, für den Rechtsverkehr relevante Tatsachen, die den begründeten Anschein einer bestimmten Rechtslage erzeugen und sich regelmäßig auf den Gutglaubensschutz (Frage der Verfügungsberechtigung) auswirken können. Geschützt wird die Redlichkeit eines Dritten gegenüber dem Nichtberechtigten.
Aus Gründen des Rechtsfriedens hat der Gesetzgeber zum Schutz des Rechtsverkehrs Rechtsscheintatbestände geschaffen, bei denen eine vorgegebene Rechtsfolge unabhängig davon eintritt, wie sich die wirkliche Rechtslage darstellt.

## Systematik
Im deutschen Recht ist das Rechtsinstitut des Rechtsscheins aus Gründen der Rechtssicherheit für den Alltags und das Wirtschaftsleben etabliert. Ein Rechtsscheintatbestand ersetzt fehlende Berechtigungen, etwa die Vollmacht bei der Duldungs- oder Anscheinsvollmacht oder die Verfügungsbefugnis bei Übereignungsvorgängen im Sachen- beziehungsweise Erbrecht. Der Rechtsscheintatbestand schafft Zurechenbarkeit gegenüber dem Berechtigten, der tatsächlich das materielle Recht (etwas Eigentum) innehat. Derjenige, der auf den Rechtsschein vertraut, muss gutgläubig sein und seine Disposition im Vertrauen auf die Rechtsscheinlage treffen. Rechtsfolge ist die Gleichstellung von Rechtsschein und Rechtswirklichkeit. 
Moritz Wellspacher (1871–1923) definierte bereits im Jahr 1906 das allgemeine Rechtsscheinprinzip so: „Wer im Vertrauen auf einen äußeren Tatbestand rechtsgeschäftlich handelt, der zufolge Gesetzes oder Verkehrsauffassung die Erscheinungsform eines bestimmten Rechtes, Rechtsverhältnisses oder eines rechtlich relevanten Momentes bildet, ist in seinem Vertrauen geschützt, wenn jener Tatbestand mit Zutun desjenigen zu Stande gekommen ist, dem der Vertrauensschutz zum Nachteile gereicht.“

## Lehre vom Rechtsschein
Der Rechtsschein ergibt sich aus dem Gesetz und wird gesetzestechnisch häufig (aber nicht immer) durch Vermutungen ausgesprochen. Ein Beispiel für einen Rechtsschein, der nicht in Form einer Vermutung ausgestaltet ist, ist der § 54 Abs. 3 HGB. Der Rechtsschein ist als Fiktionstatbestand konstruiert, denn das Gesetz stellt eine – meist widerlegliche – Vermutung auf. Die Grenzen des Rechtsscheins zieht der Bundesgerichtshof folgendermaßen: „Aus dem Vertrauen aus einem Rechtsschein kann niemand weitergehende Ansprüche herleiten, als er haben würde, wenn der Rechtsschein der wirklichen Rechtslage entspräche.“ Mängel in der Geschäftsfähigkeit werden durch den Rechtsschein nicht beseitigt.
Der Grundgedanke der Lehre des Rechtsscheins ist im BGB in mehreren Bestimmungen enthalten, insbesondere in den §§ 171, § 405, § 409 BGB. Zusammengefasst soll derjenige, der in zurechenbarer Weise einen Rechtsschein veranlasst hat, weniger schutzwürdig sein als der auf diesen Rechtsschein vertrauende gutgläubige Dritte und muss sich gegenüber dem gutgläubigen Dritten nach dem Rechtsschein behandeln lassen, weil er ihn erweckt hat.

## Vorkommen und Arten
Der Rechtsschein kommt in fast allen Rechtsgebieten vor. Das deutsche Zivilrecht kennt den Rechtsschein insbesondere bei allgemeinen Vollmachtsfragen oder im Recht zum Eigentümer-Besitzer-Verhältnis. Auch der nach Erbfall ausgestellte Erbschein unterliegt Rechtsscheinregeln, ebenso gibt es Regeln in Ansehung des Handels- und Gesellschaftsrecht. Hier erlangt besondere Bedeutung die Rosinentheorie des BGH.
Alle Rechtsscheinthemen besitzen eine gemeinsame Struktur. Danach sollen Dritte im Rechtsverkehr geschützt werden, wenn sie aus dem erkennbaren Geschehen auf das Vorliegen eines Tatbestands vertrauen durften, selbst wenn dieser Tatbestand tatsächlich gar nicht erfüllt ist. Allen Rechtsscheintatbeständen ist zudem gemeinsam, dass sich ein Bösgläubiger nicht auf den Rechtsschein berufen dürfen soll. Unterschiedlich geregelt ist jedoch der Grenzverlauf zwischen Gut- und Bösgläubigkeit. Während beim Besitz als Anknüpfungspunkt für den Rechtsschein bereits das grob-fahrlässige Nicht-Kennen der tatsächlichen Umstände für Bösgläubigkeit ausreicht, ist der Rechtsschein der meisten öffentlichen Register so stark, dass erst die positive Kenntnis der tatsächlichen – abweichenden – Umstände Bösgläubigkeit begründet.

### Rechtsschein aus Besitz
Der Klassiker der Rechtsscheinlehre ist der aus dem Institut des Besitzes resultierende Rechtsschein. Wer eine bewegliche Sache besitzt, schafft den Rechtsschein, dass er auch deren Eigentümer ist (§ 1006 Abs. 1 BGB). Hierauf vertraut der Dritte grundsätzlich. Die Dogmatik der Bestimmungen stellt allerdings gesetzliche Ausnahmen vor, so gilt Vorgesagtes nicht in den Fällen des § 935 BGB, wenn die Sache gestohlen, verlorengegangen oder sonst abhandengekommen ist. Im Übrigen kommt der Rechtsschein des Eigentums grundsätzlich bei allen Besitzverhältnissen zum Tragen. Der kaufwillige Dritte kann im eben skizzierten Fall gemäß § 932 Abs. 1 BGB Eigentum erwerben, sofern er redlich – und damit sein Vertrauen in das Eigentum des Verkäufers – geschützt ist.

### Rechtsschein aus öffentlichem Glauben
Öffentlichen Glauben genießen Eintragungen in öffentlichen Registern. Die Mitwirkung der Registergerichte an der Festlegung von Rechtszuständen umfasst eine hohe Richtigkeitsgewähr. Die Eintragung eines Erwerbs oder einer Belastung im Grundbuch nach § 873 BGB entfaltet materiell-rechtliche Wirksamkeit und zwar unabhängig davon, ob die Eintragung erfolgen durfte (Voraussetzung: Verkehrsgeschäft). Ob einzutragen ist, richtet sich nach formellem Grundbuchrecht. Gemäß § 892 BGB gelten unrichtige Eintragungen zugunsten des gutgläubigen Rechtserwerbers als richtig, sofern kein Widerspruch (§ 899 BGB) eingetragen ist. 
Auch Eintragungen im Handels-, Genossenschafts-, Vereins- und Güterrechtsregister genießen einen weitgehenden Rechtsscheinschutz. Der Gutglaubensschutz bezieht sich auf das Nichtvorliegen einer nicht in den Registern eingetragenen Tatsache (§§ 68, § 70, § 1412 BGB; § 15 HGB, § 29 Abs. 1 und § 86 GenG). So wird durch § 15 HGB das Vertrauen in den Rechtsschein geschützt, wenn die Eintragung in einem Handelsregister der Wirklichkeit nicht entspricht. Nach § 15 Abs. 3 HGB kann sich hier jemand auf eine unrichtige Eintragung berufen, wenn er gutgläubig ist.

### Vollmachten
Im Recht der Stellvertretung genießen die Anscheinsvollmacht und die Duldungsvollmacht einen besonderen Rechtsschein. Es geht darum, dass sich jemand hierbei als rechtsgeschäftlicher oder gesetzlicher Vertreter präsentiert und Dritte darauf vertrauen, dass er es auch wirklich ist. Beide Rechtsscheinvollmachten unterscheiden sich nur durch die Kenntnis des Vertretenen. Bei der Anscheinsvollmacht hat der Vertretene keine Kenntnis vom angeblichen Vertreter, bei der Duldungsvollmacht hat der Vertretene zwar Kenntnis, er duldet jedoch die Vertretungshandlung. In beiden Fällen muss sich der Vertretene so behandeln lassen, als ob er eine Vollmacht erteilt habe.

### Handelsrecht
Im Handelsrecht ist das Vertrauen in den Rechtsschein besonders geschützt, da der Handelsverkehr schneller Abwicklungsprozesse bedarf. Das HGB weicht daher teils von den Formvorschriften des BGB ab. Das Handelsrecht geht davon aus, dass Kaufleute bei Handelsgeschäften versierter sind als Verbraucher, die eines besonderen Schutzes bedürfen. Wer den Anschein erweckt, Kaufmann oder Gesellschafter zu sein, der muss sich wie ein Kaufmann oder Gesellschafter behandeln lassen. Ein Beispiel gibt das kaufmännische Bestätigungsschreiben, dessen Inhalt bei einem Angebot als richtig gilt, wenn der Annehmende nicht unverzüglich widerspricht; sein Schweigen gilt als Annahme (§ 362 Abs. 1 HGB). Auch wenn nichtberechtigte Kommissionäre,  Frachtführer, Spediteure oder Lagerhalter auftreten, auf die die meisten Vorschriften über Handelsgeschäfte anwendbar sind, begründet der Rechtsschein die Anwendung dieser Vorschriften auch auf den Nichtgewerbetreibenden.

### Öffentliches Recht
Im öffentlichen Recht hat der Rechtsschein eine geringere Bedeutung, da die öffentliche Verwaltung an Gesetz und Recht gebunden ist (Art. 20 Abs. 3 Grundgesetz); sie darf ihr Handeln regelmäßig nicht auf Anschein stützen, sondern ist zur Ermittlung des Sachverhalts verpflichtet (siehe aber: Anscheinsgefahr). Die Probleme des Vertrauens auf bestimmte Umstände werden üblicherweise unter dem Begriff des Vertrauensschutzes behandelt. Gemeint ist hier stets das Vertrauen des Bürgers auf das Bestehen einer bestimmten Rechtsposition. Die Verwaltung selbst kann sich auf Vertrauensschutz zu Lasten des Bürgers nicht berufen.
So kann zum Beispiel der „Rechtsschein eines Verwaltungsakts“ bestehen, wenn behördliches Handeln eigentlich keinen Verwaltungsakt darstellt, es jedoch so aussieht, als ob ein Verwaltungsakt erlassen werden sollte (z. B. ein Schreiben wird ausdrücklich als Verwaltungsakt bezeichnet). Dann sind die gleichen Rechtsschutzmöglichkeiten gegeben wie bei einem Verwaltungsakt.
In engen Grenzen hat die deutsche Rechtsprechung auch anerkannt, dass nichtige Gesetze einen Rechtsschein erzeugen können, auf den sich ein Vertrauen des Bürgers gründen kann.

## Sonstige Rechtsscheintatbestände
- Es wird vermutet, dass ein Kaufmann als Besitzer auch verfügungsbefugt ist, wenn er dies behauptet (§ 366 HGB). Von ihm kann jeder gutgläubige Dritte Eigentum erwerben.
- Es wird vermutet, dass jemand, der im Erbschein als Erbe ausgewiesen ist, auch tatsächlich Erbe ist (§ 2365 BGB).

## International

### Schweiz
Eines der wichtigsten Ziele des Art. 933 ZGB ist der Verkehrsschutz, dem auch die Rechtsscheinlehre vordringlich dient. Während in Deutschland die Rechtsscheinentsprechung einen positiven Vertrauensschutz schafft, sieht das Schweizer Recht lediglich einen Schadensersatz vor (negativer Vertrauensschutz). Anders als in Deutschland wird nach Art. 39 OR der Vertretene nur durch seinen Willen, vertreten zu werden, nicht jedoch aufgrund geschaffenen Rechtsscheins verpflichtet, so dass der vollmachtlose Vertreter ersatzpflichtig wird.

### Österreich
Auch in Österreich ist der Rechtsschein ein weitverbreitetes Rechtskonstrukt. Insbesondere gilt er bei der Eigentumsvermutung des § 323 ABGB oder bei Vollmachten (Verwalter- und Ladenvollmacht; §§ 1029 Satz 2 und 1030 ABGB). Allerdings wird bei § 323 ABGB nicht – wie bei § 1006 Abs. 1 BGB in Deutschland – das Eigentum  des Besitzers vermutet, sondern nur die Rechtmäßigkeit, was allerdings nur von geringer praktischer Bedeutung ist.

### Angelsächsischer Rechtskreis
Im Common Law spielt der Rechtsschein (englisch apparent legality) eine ähnlich prominente Rolle wie im deutschen Recht.